# Ószalónak
Ószalónak (németül Altschlaining, horvátul Stari Salunak) Városszalónak része, egykor önálló község  Ausztriában, Burgenland tartományban, a Felsőőri járásban.

## Fekvése
Felsőőrtől 8 km-re északkeletre, központjától Városszalónaktól 1 km-re délre fekszik.

## Története
A Fehér-patak szakadékában fekvő falu kora középkori eredetű. A 15. században vámszedőhely volt. 1515-ben vashámorokat említenek itt. Az 1532-ben a török által elpusztított lakosok helyett az 1540-es években horvátokat telepítettek, akik főként a szalónaki vár őrzését látták el. A 18. században megkülönböztetésül Pórszalónaknak nevezték. 1622-ben és 1686-ban a hadak pusztításaiban teljesen leégett. 1652-ben pedig gondatlanságból égett le. A faluban több vízimalom is működött, központjában harangláb áll.
Vályi András szerint " Ó, és Új Szalonak. Egygyik Mezőváros, másik falu Vas Várm. földes Ura Gr. Batthyáni Uraság, a’ kinek magas helyen épűltt Várával ékeskedik; fekszik Borostyánkőhöz 1 1/2, mértföldnyire; szobái a’ régi ízlés szerént épűltek, de alkalmatos lakást szolgáltatnak; tetőjén fedezete alatt még most is vagynak ágyúk, és fegyverházában külömbféle régi fegyverek; hajdan bányái is vóltak; lakosai katolikusok, evangyelikusok, és számos zsidók. Építőjének emlékezetét e’ szavak tartyák emlékezetben: Nos Andreas Pamkirker de Szalonak, Comes Posoniensis, 311magnificum hoc opus fortissimorum murorum erigi fecimus. Inceptum 1450. Határjai hegyesek, és vőlgyesek, néhol soványak; fájok van, legelőjök alkalmatos."
A község önkéntes tűzoltóegylete 1905-ben alakult. 1910-ben 485, túlnyomórészt német lakosa volt. A trianoni békeszerződésig Vas vármegye Felsőőri járásához tartozott. 1954-ben árvíz sújtotta. 1971-ben közigazgatásilag Városszalónakhoz csatolták.

## Külső hivatkozások
- Városszalónak város hivatalos oldala
- A település weboldala
- A helyi tűzoltóegylet weboldala